# Stenetrium dalmeida
Stenetrium dalmeida là một loài chân đều trong họ Stenetriidae. Loài này được Barnard miêu tả khoa học năm 1920.